# Соломыково (Московская область)
Соломыково — деревня в городском округе Домодедово Московской области.

## География
Находится в южной части Московской области на расстоянии приблизительно 19 км на юго-восток по прямой от железнодорожной станции Домодедово.

## История
Известна с 1578 года. В 1629 году здесь было отмечено 3 двора.

## Население
Постоянное население составляло 4 человека в 2002 году (русские 100 %), 9 в 2010.